# Comachara cadburyi
Comachara cadburyi là một loài bướm đêm thuộc phân họ Arctiinae, họ Erebidae.